# Orgullo Sudcaliforniano
Orgullo Sudcaliforniano es el himno del estado de Baja California Sur, México. La letra fue escrita por Valentín Castro Burgoin y la música compuesta por Alfredo Clayton. Es uno de los tres símbolos de identidad del estado, junto al escudo y la bandera.

## Historia
Desde que Baja California Sur se convirtió en estado, el 8 de octubre de 1974, la entidad utilizó como himno oficial el «Canto a Baja California», himno del estado vecino de Baja California. En 2018 la XIV Legislatura del Congreso del Estado de Baja California Sur convocó a un concurso para crear un himno exclusivo para el estado. A la convocatoria se presentaron 17 obras. El 21 de agosto el jurado calificador dictaminó que la composición ganadora era la titulada «Orgullo Sudcaliforniano», escrita por Domingo Valentín Castro Burgoin y con música compuesta por Alfredo Clayton Hernández. El himno fue presentado oficialmente el 8 de octubre de 2018, en el cuadragésimo cuarto aniversario de la conversión de Baja California Sur en estado.

## Letra
Coro

Es mi tierra Baja California Sur

la leyenda antigua y sureña,

un Estado Libre y Soberano

brazo firme, fecundo y creador

Tus bellezas son de gran ensueño

armonizan sol, mar y desierto

son las Islas, el Golfo, las Sierras

patrimonio de la humanidad

I

Tierra ardiente que Cortés tomara

con su pluma, navíos y espada

¡Oh, Bahía de la Santa Cruz!

es de siglos tu fe, tu quietud

San Francisco, arte de milenios

sus pinturas, rupestre misterio

qué grandeza el Arco Finisterra

une norte con sur, cielo y tierra

II

Superado el pasado de acecho

de invasiones y piratería

luchas cruentas por soberanía

¡gloria al héroe su vida ofrendó!

Nuestro orgullo Sudcaliforniano

cincelado en piedra imponente

es cimiento y pilar del presente

y un futuro muy prometedor

III

Son Kino y Salvatierra gigantes

Loreto epopeya fundante

desde ahí la Misión es baluarte

de la unión, el progreso y la paz

Un ideal fraternal fue logrado

con ahínco, lealtad y trabajo

¡un Estado Libre y Soberano

siempre unidos con fraternidad!
Alfredo Clayton, 2018.